# Vlastimil Beneš
Vlastimil Beneš (3. října 1919 Praha – 17. září 1981 Praha) byl český malíř, grafik, sochař a scénograf, tvůrce loutek.

## Život
Studoval na klasickém gymnáziu v Praze-Žižkově (1935–39), roku 1939 se zapsal na obor obecné historie na Filozofické fakultě Univerzity Karlovy v Praze, po uzavření českých vysokých škol nacisty pracoval jako dělník v loděnicích Praha. V tomto období se plně soustřeďoval na uměleckou tvorbu (malba, zvl. akvarely, sochy). V letech 1940–43 navštěvoval soukromou školu kreslení Emanuela Frinty. Roku 1943 byl povolán na nucené práce v Německu. Po návratu dále maloval, vstoupil do spolku Štursa (1946). První samostatnou výstavu měl v roce 1956 v Divadle D 34, o rok později se stává členem Skupiny Máj 57. Dostavují se první úspěchy, 1959 získal Velkou cenu benátského filmového Bienále za výtvarnou spolupráci na loutkovém filmu "Johannes doctor Faustus" (režie Alfréd Radok), 1965 hlavní cenu v soutěži k 20. výročí osvobození Československa. V prvním tvůrčím období převažoval akvarel, později dává umělec přednost olejomalbě.
Tématem jeho obrazů jsou především krajiny, hlavně české, po cestách do Itálie, Rakouska, Německa a Španělska také evropské. Jeho tvorba, především v prvním období, odráží kromě vesnické krajiny také okouzlení průmyslovou krajinou a pražskou periférií (Žižkov, pískovny, navigace), zahrnuje však i obrazy figurální a portréty. Vedle malby se věnoval i sochařství (figury, ženské hlavy, loutky), jeho sochy jsou většinou ze dřeva a polychromované. Jeho díla jsou zastoupena např. v Národní galerii v Praze, Muzeu hlavního města Prahy, v galeriích v Roudnici a Liberci a v Gekkoso Galery v Tokiu. Měl 23 samostatných výstav doma a 18 v zahraničí (Berlín, Vídeň, Londýn) a svá díla vystavoval i na řadě společných výstav (Modern Czechoslovak Art, Londýn, 1962, Poezie města, Praha 1967, Současná česká krajinomalba a zátiší, Praha, 1978). Tvorba V. Beneše je velmi osobitá, těžko zařaditelná do hlavních proudů výtvarného umění 20. století, jeho obrazy jsou naplněny osobitou poezií, klidem, tichem a melancholií.

## Dílo
Malířské dílo
- Vlastní podobizna před štaflemi (1942)
- Slovanský ostrov (1948)
- Jeřáb (1952)
- Eva (1953)
- Velký Žižkov (1955)
- Důl (1960) – Oblastní galerie Liberec
- Ohrada u Malešic (1966)
- Vltavské údolí (1967)
- Město na ostrově (1970)
- Milenci v Riegerových sadech (1975)
- Krajina u Sieny (1975)
- Most u Národního divadla (1978)
- Ateliér (1979)
- Žižkovské střechy (1980)
- Podzimní hřbitov (1981)

Sochařské dílo
- Judita (1955)
- Katarína (1964)
- Ženské torzo (1968)
- Milenci (1968)
- Lebka (1978)
- Hlava (1980)

## Ceny
- 1965 hlavní cena soutěže k 20. výročí osvobození[3]
- 1979 výroční cena SČVU a ČFVU
- 1979 hlavní cena na III. světovém trienale realistické malby